# Apodemia duryi
Apodemia duryi är en fjärilsart som beskrevs av Edwards 1882. Apodemia duryi ingår i släktet Apodemia och familjen Riodinidae. Inga underarter finns listade i Catalogue of Life.